# 9452 Rogerpeeters
9452 Rogerpeeters este un asteroid din centura principală de asteroizi.

## Descriere
9452 Rogerpeeters este un asteroid din centura principală de asteroizi. A fost descoperit pe 27 februarie 1998 la Observatorul La Silla de Eric Walter Elst. El prezintă o orbită caracterizată de o semiaxă mare de 2,60 ua, o excentricitate de 0,30 și o înclinație de 4,0° în raport cu ecliptica.